# Lomsjön (Våthults socken, Småland)
Lomsjön är en sjö i Gislaveds kommun i Småland och ingår i Nissans huvudavrinningsområde. Sjön är 10,5 meter djup, har en yta på 0,0819 kvadratkilometer och befinner sig 189 meter över havet. Vid provfiske har abborre och gädda fångats i sjön.

## Delavrinningsområde
Lomsjön ingår i det delavrinningsområde (635573-135430) som SMHI kallar för Utloppet av Majsjön. Medelhöjden är 182 meter över havet och ytan är 19,75 kvadratkilometer. Räknas de 5 delavrinningsområdena uppströms in blir den ackumulerade arean 68,37 kvadratkilometer. Kilan (Västerån) som avvattnar avrinningsområdet har biflödesordning 2, vilket innebär att vattnet flödar genom totalt 2 vattendrag innan det når havet efter 98 kilometer. Delavrinningsområdet består mestadels av skog (68 procent). Avrinningsområdet har 3,15 kvadratkilometer vattenytor vilket ger det en sjöprocent på 15,9 procent.